# Dispur
Dispur je grad u Indiji, glavni grad indijske savezne države Asam, smeštene na severoistoku Indije. Dispur je bio je predgrađe i deo grada Guvahati, sve do 1973. godine, kada je postao glavni grad savezne države.

## Spoljašnje veze
- Dispur туристички водич са Википутовања
- Dispur News Headlines
- About Dispur